# Tolipeutins
Els tolipeutins (Tolypeutinae) són una subfamília d'armadillos. Aquesta subfamília inclou tres gèneres d'armadillos. Gairebé totes les espècies d'aquest grup viuen a Sud-amèrica.